# Casa „Ciprian Porumbescu” din Suceava

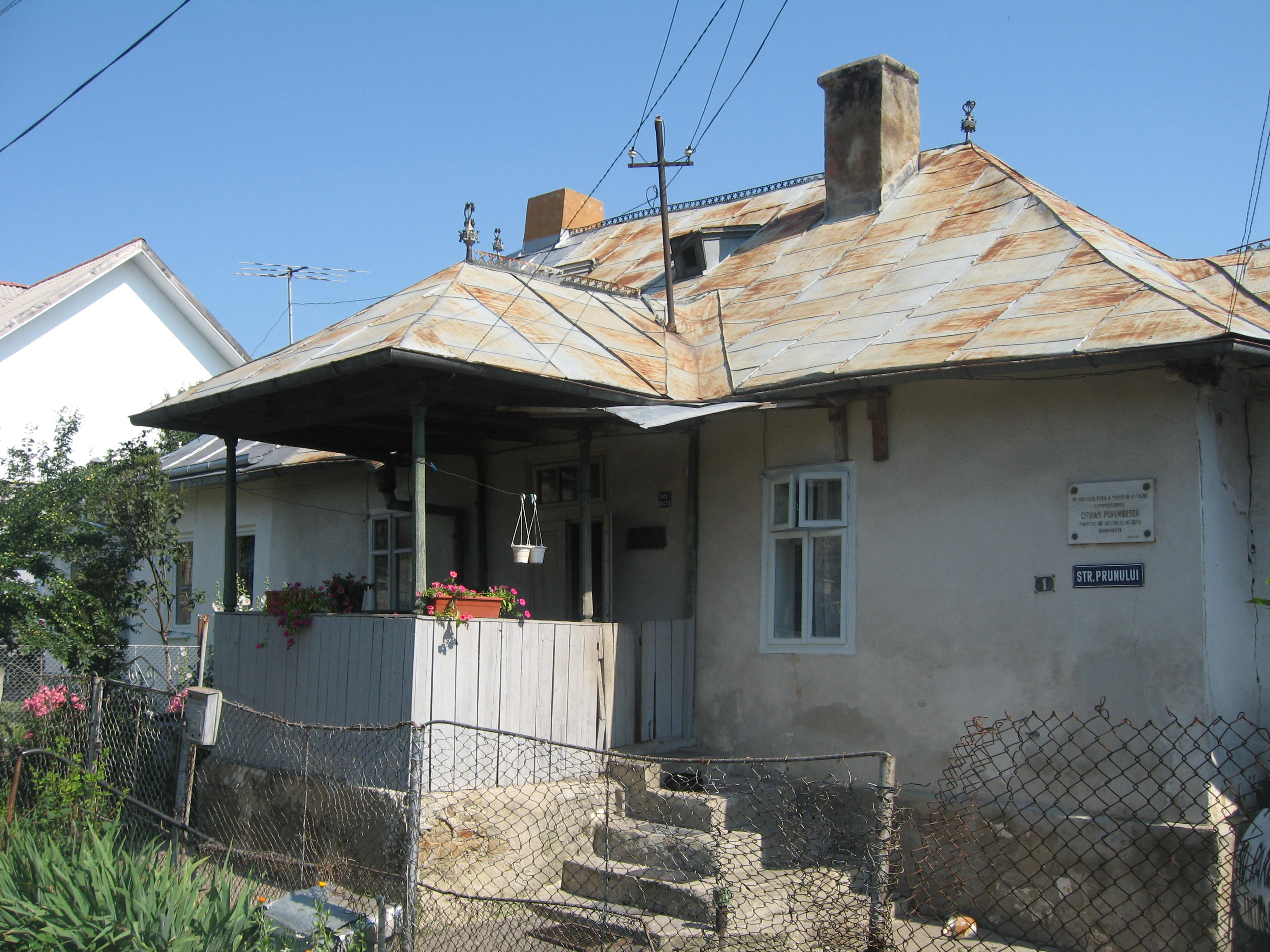
Casa „Ciprian Porumbescu” din Suceava

Casa „Ciprian Porumbescu” din Suceava este o casă situată pe strada Prunului nr. 1, în centrul municipiului Suceava. În acest imobil a locuit și a compus marele compozitor român Ciprian Porumbescu (1853–1883).
Edificiul a fost inclus pe Lista monumentelor istorice din județul Suceava din anul 2015, având codul de clasificare  SV-II-m-B-05477.

## Istoric
Casa a fost construită la începutul secolului al XIX-lea în centrul orașului, pe locul unde în trecut se afla un cimitir. În anul 1951 o echipă de arheologi din București a efectuat săpături în această zonă, descoperind mai multe morminte datate în baza materialului monetar în secolul al XVI-lea. Tot atunci s-a descoperit că pe locul casei ar fi fost altarul unei biserici ortodoxe numită „A fetelor” și care a fost demolată în anul 1777 de către autoritățile austriece ale vremii pentru a folosi piatra la construirea cazarmelor militare.
La data de 14 octombrie 1853, la Șipotele Sucevei (astăzi în Ucraina), se naște Ciprian Porumbescu. Compozitorul începe studiul muzicii la Suceava și Cernăuți, continuând apoi la Konservatorium für Musik und darstellende Kunst în Viena. Pe perioada cât este elev la Gimnaziul Superior Greco-Oriental din Suceava (astăzi Colegiul Național „Ștefan cel Mare”), Ciprian Porumbescu stă în gazdă în casa construită pe locul fostei biserici.
După instaurarea regimului comunist în România, casa este naționalizată. Încă dinainte de 1960 este declarată monument istoric, ulterior statutul fiindu-i reconfirmat odată cu includerea pe Lista monumentelor istorice din județul Suceava elaborată în anul 2004.
La 14 octombrie 1953, pe peretele dinspre stradă al casei este amplasată o placă memorială din marmură albă, cu prilejul aniversării a 100 de ani de la nașterea lui Ciprian Porumbescu. Placa conține următorul text: „În această casă a trăit și creat compozitorul Ciprian Porumbescu, înaintaș de seamă al muzicii românești.” Tot în 1953 este deschisă publicului Casa Memorială „Ciprian Porumbescu” din satul Stupca. Aceasta funcționează în anexa care adăpostea bucătăria și cancelaria fostei case parohiale din Stupca, fiind administrată de Muzeul Național al Bucovinei.
În 1977 imobilul din centrul Sucevei devine locuință privată. Tot acum, este schimbată tabla acoperișului. În următoarea perioadă, edificiul se degradează treptat. Au loc alunecări ale terenului de sub casă, tencuiala exterioară cade, iar în pereți se formează găuri și fisuri care amenință structura de rezistență. În ciuda pericolului de prăbușire și a faptului că are valoare istorică, autoritățile locale nu iau nici o măsură pentru a salva imobilul.
În 2010, casa este afectată de un incendiu, iar ulterior este renovată, însă fără a se ține cont de statutul de monument istoric. Astfel, aspectul exterior este modificat, în special prin extinderea pridvorului de la intrare și înlocuirea tâmplăriei cu ferestre de tip termopan.
În prezent, casa în care a locuit Ciprian Porumbescu se află localizată pe strada Prunului nr. 1, în spatele sediului Camerei de Conturi Suceava și a liceului de artă care îi poartă numele. Accesul se realizează din strada Petru Rareș. Imobilul se află pe culmea unui deal, de unde relieful coboară abrupt către strada Cernăuți.

## Imagini

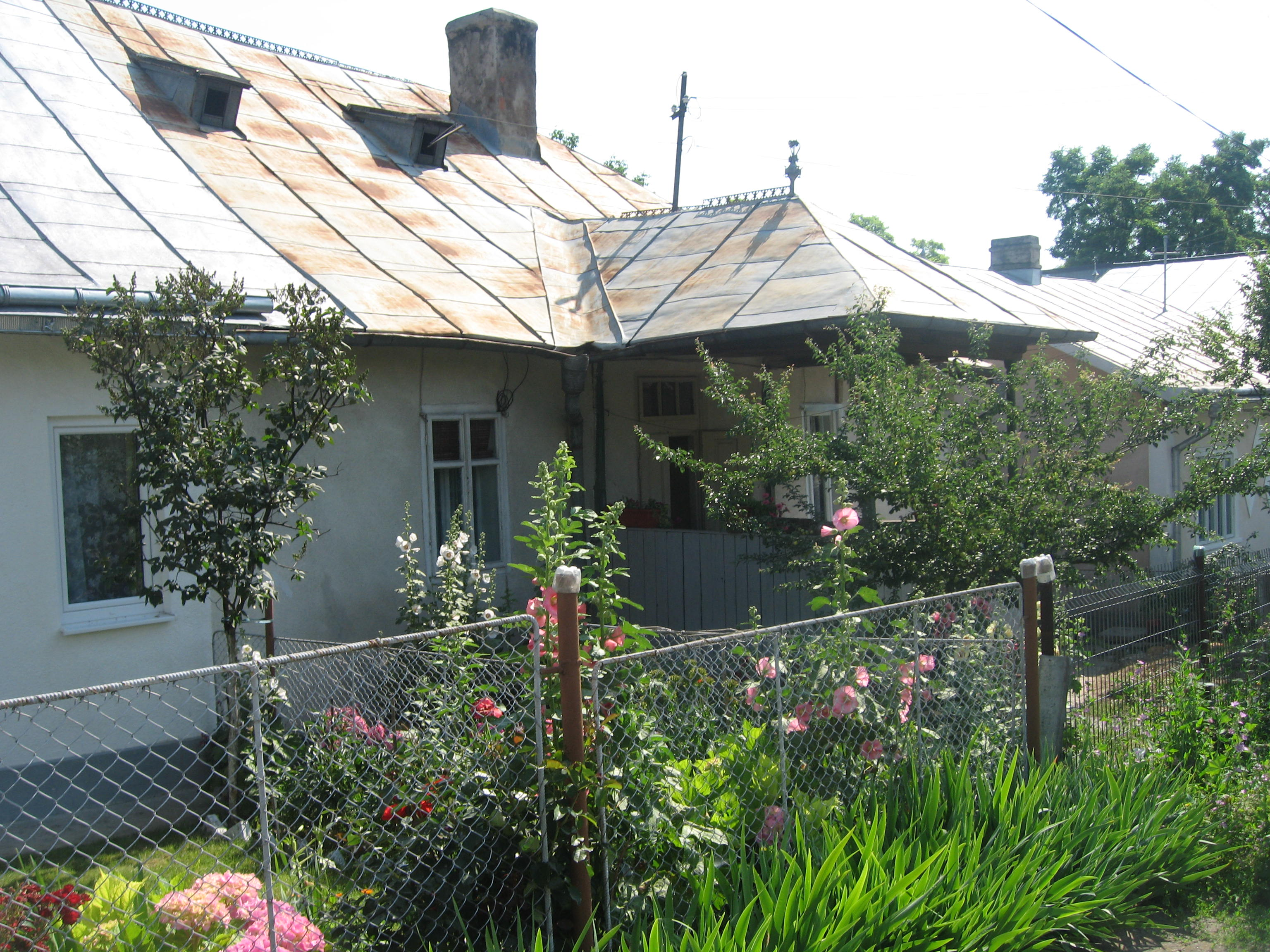
Casa „Ciprian Porumbescu” din Suceava
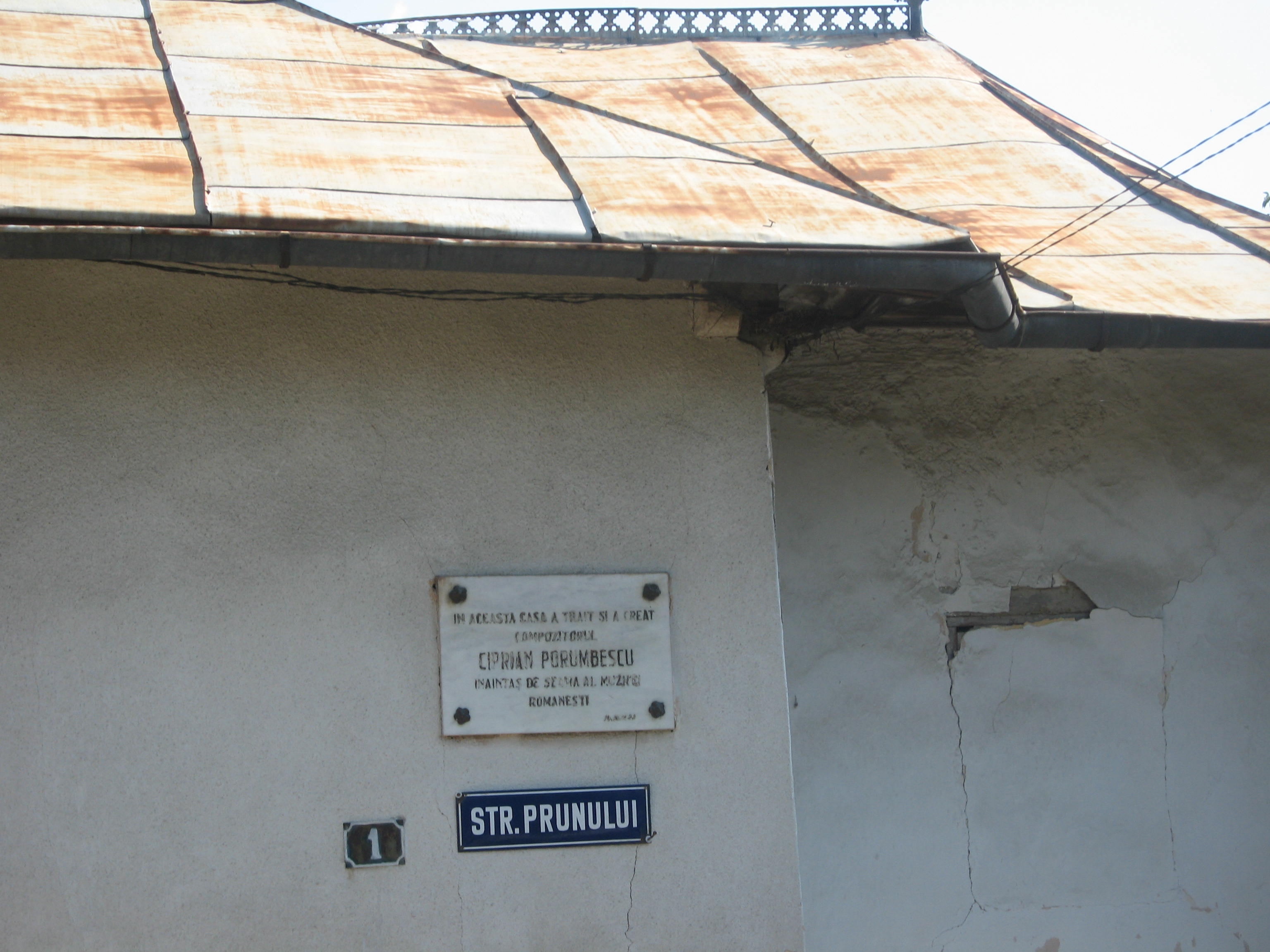
Placă memorială amplasată pe peretele casei în 1953